# 反歐盟人民運動
反歐盟人民運動（丹麥語：Folkebevægelsen mod EU）是丹麥反對歐盟的政治組織。該組織成立於1972年，為在丹麥加入歐洲經濟共同體公投中主張反對的跨政黨運動平台。
該運動目前約有3500名成員，並有政黨、非政府組織和工會等組織參與，設有100個地方分部。

## 政策
反歐盟人民運動的首要目的是讓丹麥退出歐盟，重新加入歐洲自由貿易聯盟。他們支持民主、永續發展，支持加深丹麥與聯合國、歐洲安全與合作組織、歐洲委員會、北歐理事會的合作。 他們強烈反對里斯本條約。
反歐盟人民運動是跨政黨運動。他們自認不是一個政黨，不屬於傳統的左右政治光譜，因此不參加國家議會或地方選舉。該運動的傳統基礎為左派和工會成員，另外也有無黨派和非社會主義者成員，像是社會自由黨、社會民主黨、保守人民黨、綠黨、小型喬治主義政黨正義黨。該運動的目的是與其他政治勢力合作，但他們與疑歐派政黨丹麥人民黨保持距離。
「人民運動」在丹麥是十分常見的名詞，不代表與社會主義有關，而意義更接近「為了共同目標的廣泛運動」。一些丹麥政黨自稱是「人民黨」。

## 歐洲議會
在2004年歐洲議會選舉中，該運動的得票率为5.2%，獲得1个歐洲議會席位。反歐盟人民運動自1979年歐洲議會實行直選以來一直擁有席位。自1994年起，該運動與六月运动組成選舉聯盟。
2002年以前，該運動在歐洲議會為民主和多样性欧洲黨團成員，之後轉為欧洲联合左翼/北欧绿色左翼黨團準會員。該運動的歐洲議員Ole Krarup 表示歐洲民主與多樣性聯盟的另一組丹麥成員六月名單逐漸轉向「民主化」歐盟或「改善」歐盟，使得人民運動無法在該黨團內追求其政策。Krarup表示只有欧洲联合左翼/北欧绿色左翼能確保人民運動完整的政治自治性。他也表示不會影響人民運動的跨光譜立場。
人民聯盟是批判歐盟運動歐洲聯盟成員。

## 青年團
該運動青年翼為“反欧盟青年”。

## 外部連結
- 官方網站